# Olympische Sommerspiele 1948/Teilnehmer (Dänemark)
| Gelbes Symbol für Goldmedaillen mit stilisierten Olympischen Ringen | Graues Symbol für Silbermedaillen mit stilisierten Olympischen Ringen | Braundes Symbol für Bronzemedaillen mit stilisierten Olympischen Ringen |
| ------------------------------------------------------------------- | --------------------------------------------------------------------- | ----------------------------------------------------------------------- |
| 5                                                                   | 7                                                                     | 8                                                                       |

Dänemark nahm an den Olympischen Sommerspielen 1948 in London mit einer Delegation von 162 Athleten (144 Männer und 18 Frauen) an 83 Wettkämpfen in 17 Wettbewerben teil.
Die dänischen Sportler gewannen fünf Gold-, sieben Silber- und acht Bronzemedaillen. Damit belegte Dänemark im Medaillenspiegel den zehnten Platz. Olympiasieger wurden der Segler Paul Elvstrøm im Firefly, die Kanutin Karen Hoff im Einer-Kajak über 500 Meter, die Schwimmerinnen Greta Andersen über 100 Meter Freistil und Karen Harup über 100 Meter Rücken sowie die Ruderer Carl-Ebbe Andersen, Tage Henriksen und Finn Pedersen im Zweier mit Steuermann. Zwei weitere Medaillen gewannen zwei der drei für Dänemark antretenden Teilnehmer der Kunstwettbewerbe, die aber nicht im offiziellen Medaillenspiegel berücksichtigt werden. Fahnenträger bei der Eröffnungsfeier war der Hockeyspieler Vagn Loft.

## Teilnehmer nach Sportarten

### Boxen
- Erik Thastum
Bantamgewicht: in der 1. Runde ausgeschieden
- Svend Aage Sørensen
Federgewicht: in der 1. Runde ausgeschieden
- Svend Vad
Leichtgewicht: Bronze
- Christian Christensen
Weltergewicht: in der 1. Runde ausgeschieden
- Martin Hansen
Mittelgewicht: im Achtelfinale ausgeschieden
- Erik Jensen
Halbschwergewicht: in der 1. Runde ausgeschieden

### Fechten
Männer
- Ivan Ruben
Florett: 8. Platz
Säbel: in der 1. Runde ausgeschieden
Florett Mannschaft: im Viertelfinale ausgeschieden
- Aage Leidersdorff
Florett: im Viertelfinale ausgeschieden
Säbel: im Halbfinale ausgeschieden
Florett Mannschaft: im Viertelfinale ausgeschieden
- Ole Albrechtsen
Florett: in der 1. Runde ausgeschieden
Florett Mannschaft: im Viertelfinale ausgeschieden
- Tage Jørgensen
Florett Mannschaft: im Viertelfinale ausgeschieden
- Ivan Osiier
Säbel: in der 1. Runde ausgeschieden
Florett Mannschaft: im Viertelfinale ausgeschieden
- Flemming Vögg
Florett Mannschaft: im Viertelfinale ausgeschieden
- Mogens Lüchow
Degen: im Viertelfinale ausgeschieden
Degen Mannschaft: 4. Platz
- Ib Nielsen
Degen: im Viertelfinale ausgeschieden
Degen Mannschaft: 4. Platz
- Erik Andersen
Degen Mannschaft: 4. Platz
- René Dybker
Degen Mannschaft: 4. Platz
- Jakob Lyng
Degen Mannschaft: 4. Platz
- Kenneth Flindt
Degen Mannschaft: 4. Platz

Frauen
- Karen Lachmann
Florett: Silber
- Grete Olsen
Florett: im Viertelfinale ausgeschieden
- Kate Mahaut
Florett: im Viertelfinale ausgeschieden

### Fußball
- Bronze 
John Hansen
Karl Aage Hansen
Hans Viggo Jensen
Tage Ivan Jensen
Knud Lundberg
Ejgil Nielsen
Dion Ørnvold
Knud Børge Overgaard
Karl Aage Præst
Axel Pilmark
Johannes Pløger
Holger Seebach
Jørgen Leschly Sørensen
Trainer: Axel Bjerregaard

### Gewichtheben
- Johan Runge
Federgewicht: 7. Platz
- Jørgen Fryd Petersen
Leichtgewicht: 10. Platz
- Jørgen Moritzen
Mittelgewicht: Wettkampf nicht beendet
- Niels Christian Petersen
Schwergewicht: 6. Platz

### Hockey
- 13. Platz
Preben Blach
Ernest Bohr
Otto Busch
Eigil Hansen
Robert Hansen
Vagn Hovard
Robert Jensen
Egon Johansen
Svend Jørgensen
Vagn Loft
Erling Nielsen
Poul Moll Nielsen
Jørgen Boye Nielsen
Hjalmar Thomsen
Mogens Venge
Henrik Sørensen

### Kanu
Männer
- Frederik Kobberup Andersen
Einer-Kajak 1000 m: Silber
- Knud Ditlevsen
Einer-Kajak 10.000 m: 4. Platz
- Ejvind Hansen
Zweier-Kajak 1000 m: Silber
- Bernhard Jensen
Zweier-Kajak 1000 m: Silber
- Alfred Christensen
Zweier-Kajak 10.000 m: 4. Platz
- Finn Rasmussen
Zweier-Kajak 10.000 m: 4. Platz

Frauen
- Karen Hoff
Einer-Kajak 500 m: Gold

### Kunstwettbewerbe
- Knud Nellemose
- Erling Brene
Orchestermusik: Bronze
- Josef Petersen
Epische Werke: Silber

### Leichtathletik
Männer
- Niels Holst-Sørensen
800 m: 8. Platz
- Herluf Christensen
800 m: im Vorlauf ausgeschieden
- Erik Jørgensen
1500 m: 8. Platz
- Ingvard Nielsen
1500 m: im Vorlauf ausgeschieden
- Aage Poulsen
5000 m: im Vorlauf ausgeschieden
- Henning Larsen
Marathon: 10. Platz
- Alf Olesen
3000 m Hindernis: im Vorlauf ausgeschieden
- Preben Larsen
Stabhochsprung: 4. Platz
- Svend Aage Frederiksen
Hammerwurf: 10. Platz
- Poul Cederquist
Hammerwurf: 15. Platz

Frauen
- Grethe Lovsø
100 m: im Halbfinale ausgeschieden
4-mal-100-Meter-Staffel: 5. Platz
- Bente Bergendorff
100 m: im Halbfinale ausgeschieden
4-mal-100-Meter-Staffel: 5. Platz
- Birthe Nielsen
100 m: im Halbfinale ausgeschieden
4-mal-100-Meter-Staffel: 5. Platz
- Hildegard Nissen
4-mal-100-Meter-Staffel: 5. Platz
- Anne Iversen
Weitsprung: 9. Platz
- Lily Carlstedt
Speerwurf: Bronze

### Radsport
- Christian Pedersen
Straßenrennen: 27. Platz
Straßenrennen Mannschaftswertung: Rennen nicht beendet
- Knud Erik Andersen
Straßenrennen: 28. Platz
Straßenrennen Mannschaftswertung: Rennen nicht beendet
- Børge Saxil Nielsen
Straßenrennen: Rennen nicht beendet
Straßenrennen Mannschaftswertung: Rennen nicht beendet
- Rudolf Rasmussen
Straßenrennen: Rennen nicht beendet
Straßenrennen Mannschaftswertung: Rennen nicht beendet
- Axel Schandorff
Bahn Sprint: Bronze 
Bahn 1000 m Zeitfahren: 5. Platz
- Hans Andresen
Bahn Tandem: 5. Platz
- Evan Klamer
Bahn Tandem: 5. Platz
- Max Jørgensen
Bahn 4000 m Mannschaftsverfolgung: 5. Platz
- Børge Gissel
Bahn 4000 m Mannschaftsverfolgung: 5. Platz
- Børge Mortensen
Bahn 4000 m Mannschaftsverfolgung: 5. Platz
- Benny Schnoor
Bahn 4000 m Mannschaftsverfolgung: 5. Platz

### Reiten
- Otto Mønsted Acthon
Springreiten: ausgeschieden
Springreiten Mannschaft: ausgeschieden
- Jeppe Johannes Ladegaard-Mikkelsen
Springreiten: ausgeschieden
Springreiten Mannschaft: ausgeschieden
- Torben Tryde
Springreiten: ausgeschieden
Springreiten Mannschaft: ausgeschieden
- Erik Carlsen
Vielseitigkeit: 6. Platz
Vielseitigkeit Mannschaft: ausgeschieden
- Kai Aage Krarup
Vielseitigkeit: 14. Platz
Vielseitigkeit Mannschaft: ausgeschieden
- Niels Mikkelsen
Vielseitigkeit: ausgeschieden
Vielseitigkeit Mannschaft: ausgeschieden

### Ringen
- Svend Aage Thomsen
Fliegengewicht, griechisch-römisch: in der 2. Runde ausgeschieden
- Kolle Lejserowitz
Bantamgewicht, griechisch-römisch: in der 2. Runde ausgeschieden
- Abraham Kurland
Leichtgewicht, griechisch-römisch: in der 3. Runde ausgeschieden
- Henrik Hansen
Weltergewicht, griechisch-römisch: Bronze
- Erling Stuer Lauridsen
Halbschwergewicht, griechisch-römisch: 6. Platz

### Rudern
- Ebbe Parsner
Doppel-Zweier: Silber
- Aage Larsen
Doppel-Zweier: Silber
- Jørn Snogdahl
Zweier ohne Steuermann: im Halbfinale ausgeschieden
- Søren Jensen
Zweier ohne Steuermann: im Halbfinale ausgeschieden
- Finn Pedersen
Zweier mit Steuermann: Gold
- Tage Henriksen
Zweier mit Steuermann: Gold
- Carl-Ebbe Andersen
Zweier mit Steuermann: Gold
- Helge Halkjær
Vierer ohne Steuermann: Silber
- Aksel Bonde
Vierer ohne Steuermann: Silber
- Helge Muxoll Schrøder
Vierer ohne Steuermann: Silber
- Ib Storm Larsen
Vierer ohne Steuermann: Silber
- Erik Larsen
Vierer mit Steuermann: Bronze
- Børge Raahauge Nielsen
Vierer mit Steuermann: Bronze
- Henry Larsen
Vierer mit Steuermann: Bronze
- Harry Knudsen
Vierer mit Steuermann: Bronze
- Ib Olsen
Vierer mit Steuermann: Bronze
- Charles Willumsen
Achter mit Steuermann: im Viertelfinale ausgeschieden
- Ib Nielsen
Achter mit Steuermann: im Viertelfinale ausgeschieden
- Niels Rasmussen
Achter mit Steuermann: im Viertelfinale ausgeschieden
- Gerhardt Sørensen
Achter mit Steuermann: im Viertelfinale ausgeschieden
- Jarl Emcken
Achter mit Steuermann: im Viertelfinale ausgeschieden
- Poul Korup
Achter mit Steuermann: im Viertelfinale ausgeschieden
- Børge Hougaard Petersen
Achter mit Steuermann: im Viertelfinale ausgeschieden
- Holger Larsen
Achter mit Steuermann: im Viertelfinale ausgeschieden
- Niels Wamberg
Achter mit Steuermann: im Viertelfinale ausgeschieden

### Schießen
- Axel Lerche
Schnellfeuerpistole 25 m: 31. Platz
- Charles Villholth
Schnellfeuerpistole 25 m: 41. Platz
- Gregers Münter
Schnellfeuerpistole 25 m: 51. Platz
- Gustaf Nielsen
Freies Gewehr Dreistellungskampf 300 m: 19. Platz
Kleinkalibergewehr liegend 50 m: 11. Platz
- Uffe Schultz Larsen
Freies Gewehr Dreistellungskampf 300 m: 21. Platz
- Erik Sætter-Lassen
Kleinkalibergewehr liegend 50 m: 32. Platz
- Børge Christensen
Kleinkalibergewehr liegend 50 m: 42. Platz

### Schwimmen
Frauen
- Greta Andersen
100 m Freistil: Gold 
400 m Freistil: im Vorlauf ausgeschieden
4-mal-100-Meter-Freistil-Staffel: Silber
- Eva Arndt
4-mal-100-Meter-Freistil-Staffel: Silber
- Karen Harup
100 m Freistil: 4. Platz
400 m Freistil: Silber 
100 m Rücken: Gold 
4-mal-100-Meter-Freistil-Staffel: Silber
- Fritze Carstensen
100 m Freistil: 8. Platz
400 m Freistil: 7. Platz
4-mal-100-Meter-Freistil-Staffel: Silber
- Jytte Hansen
200 m Brust: 8. Platz
- Elvi Svendsen
4-mal-100-Meter-Freistil-Staffel: Silber

### Segeln
- Paul Elvstrøm
Firefly: Gold
- Johan Rathje
Swallow: 5. Platz
- Naalli Petersen
Swallow: 5. Platz
- Klaus Baess
Drachen: Bronze
- Ole Berntsen
Drachen: Bronze
- William Berntsen
Drachen: Bronze
- Troels la Cour
6-Meter-Klasse: 10. Platz
- Bruno Clausen
6-Meter-Klasse: 10. Platz
- Svend Iversen
6-Meter-Klasse: 10. Platz
- René la Cour
6-Meter-Klasse: 10. Platz
- Hans Sørensen
6-Meter-Klasse: 10. Platz

### Turnen
Männer
- Poul Jessen
Einzelmehrkampf: 38. Platz
Boden: 25. Platz
Pferdsprung: 32. Platz
Barren: 41. Platz
Reck: 52. Platz
Ringe: 40. Platz
Seitpferd: 58. Platz
Mannschaftsmehrkampf: 8. Platz
- Elkana Grønne
Einzelmehrkampf: 45. Platz
Boden: 5. Platz
Pferdsprung: 30. Platz
Barren: 41. Platz
Reck: 68. Platz
Ringe: 15. Platz
Seitpferd: 71. Platz
Mannschaftsmehrkampf: 8. Platz
- Freddy Jensen
Einzelmehrkampf: 56. Platz
Boden: 16. Platz
Pferdsprung: 82. Platz
Barren: 65. Platz
Reck: 60. Platz
Ringe: 48. Platz
Seitpferd: 53. Platz
Mannschaftsmehrkampf: 8. Platz
- Arnold Thomsen
Einzelmehrkampf: 58. Platz
Boden: 25. Platz
Pferdsprung: 23. Platz
Barren: 77. Platz
Reck: 67. Platz
Ringe: 49. Platz
Seitpferd: 73. Platz
Mannschaftsmehrkampf: 8. Platz
- Vilhelm Møller
Einzelmehrkampf: 68. Platz
Boden: 16. Platz
Pferdsprung: 20. Platz
Barren: 78. Platz
Reck: 75. Platz
Ringe: 53. Platz
Seitpferd: 82. Platz
Mannschaftsmehrkampf: 8. Platz
- Volmer Thomsen
Einzelmehrkampf: 70. Platz
Boden: 50. Platz
Pferdsprung: 63. Platz
Barren: 70. Platz
Reck: 72. Platz
Ringe: 60. Platz
Seitpferd: 80. Platz
Mannschaftsmehrkampf: 8. Platz
- Gunner Olesen
Einzelmehrkampf: 73. Platz
Boden: 21. Platz
Pferdsprung: 26. Platz
Barren: 62. Platz
Reck: 100. Platz
Ringe: 54. Platz
Seitpferd: 85. Platz
Mannschaftsmehrkampf: 8. Platz
- Børge Minerth
Einzelmehrkampf: 100. Platz
Boden: 115. Platz
Pferdsprung: 32. Platz
Barren: 56. Platz
Reck: 74. Platz
Ringe: 114. Platz
Seitpferd: 109. Platz
Mannschaftsmehrkampf: 8. Platz

### Wasserspringen
Männer
- Thomas Christiansen
3 m Kunstspringen: 8. Platz
10 m Turmspringen: 6. Platz

Frauen
- Birte Christoffersen
3 m Kunstspringen: 9. Platz
10 m Turmspringen: Bronze
- Inge Beeken
10 m Turmspringen: 8. Platz